# Montañas Uluguru
Las llamadas montañas Uluguru son en realidad una pequeña cordillera aislada que se encuentran en el este de Tanzania, África. Su nombre procede de la tribu luguru. Su parte principal está formada por una sierra de unos 100 km de longitud por 20 km de anchura que discurre de norte a sur y que alcanza los 2.630 m en su punto más alto. Se encuentra aislada de otras cadenas montañosas por una serie de planicies cubiertas de sabana arbolada. 

## Geografía
Los Uluguru forman una emergencia aislada a unos 200 km de distancia del océano Índico, al sur de la ciudad de Morogoro, entre los 7 y los 8 grados de longitud Sur y los 37 y los 38 grados de longitud Este. Forman parte de una cadena de montañas en el este de África llamadas colectivamente Arco montañoso Oriental, que discurren entre Kenia y Tanzania. La parte más elevada de los Uluguru está cubierta de bosques antiguos que están protegidos por varios parques naturales. En conjunto, pueblan las montañas unas 151.000 personas, cuya densidad aumenta con la altitud y se hace máxima en los límites del bosque, que están muy bien definidos y rodeados por una cincuentena de pueblos.

## Vegetación y fauna

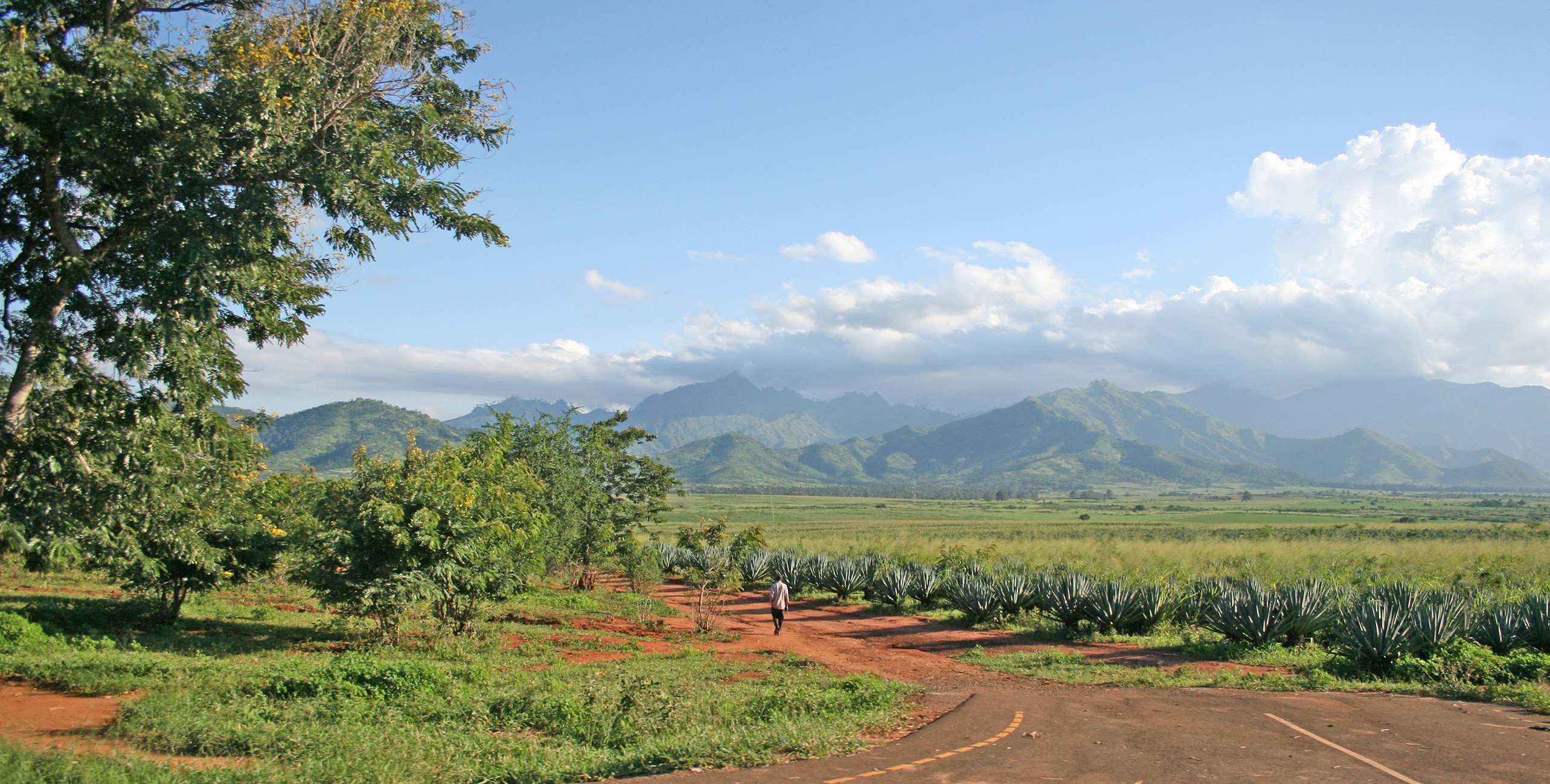
Plantaciones de sisal frente a las montañas Uluguru

La vegetación es extremadamente variable con la altitud y la orientación, y debido a que se encuentra en una zona ecuatorial. Comprende zonas secas, selvas de transición, y bosques de montaña y alta montaña. Los bosques ocupaban en 2001 unos 230 km². Los más importantes se encuentran entre los 600 y los 1.600 m de altitud, de carácter submontano. En los últimos decenios, el bosque se ha reducido debido a la aparición de granjas, pero en la actualidad se encuentra fuertemente protegido por el gobierno.
Son endémicos de estas montañas al menos 100 plantas, 2 pájaros (Malaconotus alius y Anthreptes neglectus), 2 mamíferos, 4 reptiles y 6 anfibios que no se encuentran en ningún otro lugar del mundo, además de otras que solo se encuentran en el Arco Montañoso Oriental.

## Clima
Las montañas Uluguru reciben la humedad del océano Índico, al este. Aumenta con la altura,  desde los 1200 mm de las vertientes bajas orientales hasta los 3000-4000 mm de precipitación en las zonas más altas, con algunos meses secos. En esta zona del mundo, las precipitaciones son más abundantes en primavera y en otoño. Las bondades del clima más fresco de las alturas atraen al máximo de población, unas 100.000 personas, a las cercanías del bosque.

## Hidrografía
Las abundantes lluvias dan lugar a numerosas corrientes que se unen en el río Ruvu, que suministra agua a Dar es Salaam, que tiene 3 millones de habitantes, de ahí que la conservación de los bosques altos de las montañas Uluguru sea una prioridad para el gobierno. Esto ya se sabía en la época de la colonización alemana, que fue cuando se empezaron a conservar las zonas altas arboladas.

## Población
Los habitantes locales de estas montañas son la tribu waluguru o luguru, que llevan viviendo en esta zona y otras de Tanzania varios cientos de años. La propiedad de la tierra es transferida mediante la línea femenina (matrilineal) y las mujeres tiene una gran importancia en la vida de los pueblos, en contraste con otras zonas de Tanzania. La densidad de población alcanza las 150 personas por km², lo que representa una gran presión para el medio ambiente en una zona agraria.